# Rottach-Egern
Rottach-Egern (früher Rottach) ist eine Gemeinde im oberbayerischen Landkreis Miesbach im Bayerischen Oberland. Sitz der Gemeindeverwaltung ist der Gemeindeteil Rottach. Die Pfarrkirche St. Laurentius befindet sich im Gemeindeteil Egern.
Erstmals urkundlich erwähnt wurde der Ort Rottach unter Eberhardt I., der von 1002 bis 1003 Abt des Klosters Tegernsee war.

## Geografie

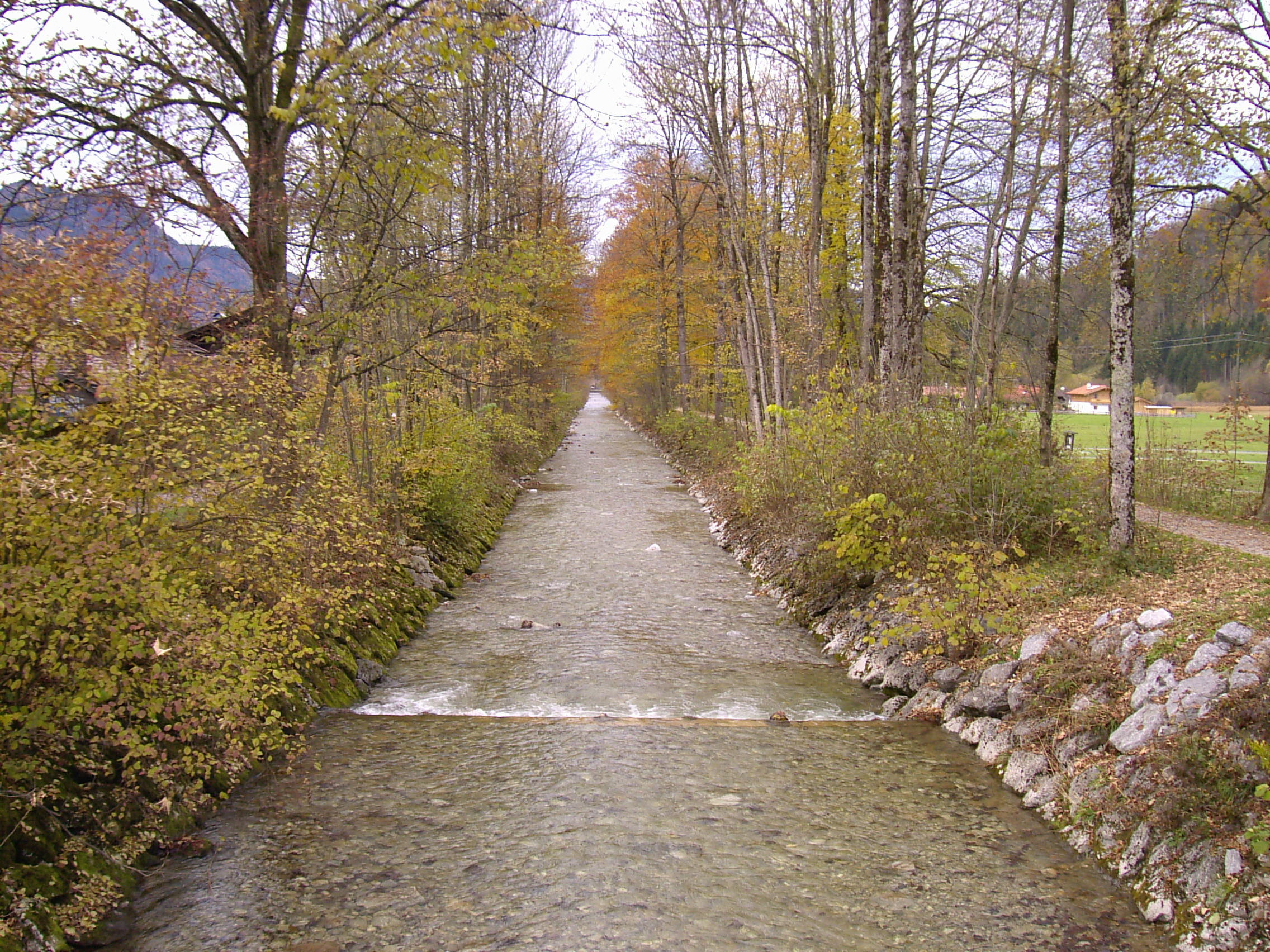
Der Fluss Rottach ist namensgebend für den Gemeindeteil Rottach.

### Lage
Die Gemeinde liegt im Tegernseer Tal; der westliche Gemeindeteil Egern direkt am Südufer des Tegernsees. Rottach, Egern, Gasse, Schorn, Sonnenmoos, Staudach, Weißach und Wolfsgrub sind zu einer Siedlung zusammengewachsen. Um das Ortsbild zu erhalten, werden keine neuen Bauflächen ausgewiesen, allerdings wird die vorhandene Baufläche durch Neubauten verdichtet.
Auf dem Gemeindegebiet liegen neben dem Tegernsee noch weitere kleine Seen. Hierzu zählen der Widrigsee (auch Glocknersee), der Suttensee, der Riederecksee und der Röthensteiner See. Während die Weißach über mehrere Kilometer die Grenze zur Gemeinde Kreuth bildet, verläuft die Rottach großteils auf dem Gemeindegebiet von Rottach-Egern und bildet nur auf dem letzten Kilometer vor ihrer Mündung die Ortsgrenze zu Tegernsee.

### Gemeindegliederung
Es gibt 23 Gemeindeteile (in Klammern ist der Siedlungstyp angegeben):
- Berg (Dorf)
- Brandstatt (Weiler)
- Egern (Pfarrdorf)
- Ellmau (Dorf)
- Enterrottach (Weiler)
- Erlach (Weiler)
- Gasse (Dorf)
- Gutfeld (Einöde)
- Hagrain (Dorf)
- Haslau (Dorf)
- Kalkofen (Dorf)
- Kühzagl (Weiler)
- Oberach (Dorf)
- Rottach (Dorf)
- Schorn (Dorf)
- Sonnenmoos (Dorf)
- Staudach (Dorf)
- Sutten (Dorf)
- Trinis (Dorf)
- Unterwallberg (Weiler)
- Wallberg (Unterkunftshaus)
- Weißach (Dorf)
- Wolfsgrub (Dorf)

### Nachbargemeinden

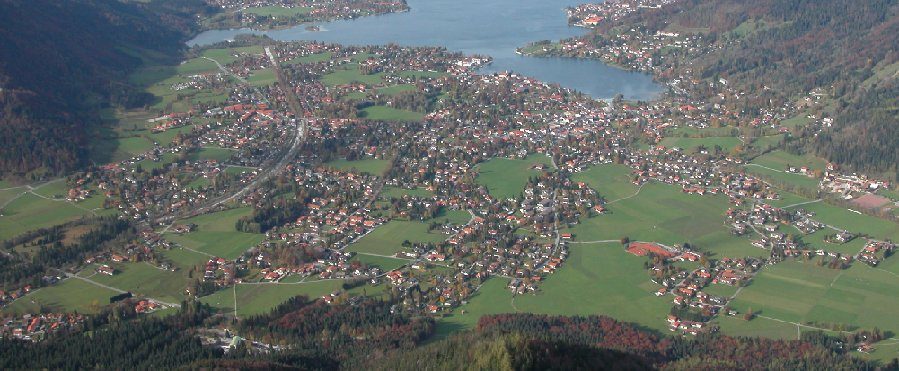
Rottach-Egern, Blick vom Wallberg

- Bad Wiessee
- Gmund am Tegernsee
- Kreuth
- Stadt Tegernsee
- Schliersee
- Brandenberg (Tirol)

### Natur
Folgende Schutzgebiete berühren das Gemeindegebiet:
- Landschaftsschutzgebiet LSG „Sutten und Umgebung“ (LSG-00461.01)
- Landschaftsschutzgebiet Schutz des Tegernsees und Umgebung (LSG-00072.01)
- Landschaftsschutzgebiet Schutz des Weissachtales (LSG-00029.01)
- Fauna-Flora-Habitat-Gebiet Mangfallgebirge (8336-371)
- Vogelschutzgebiet (Vogelschutzrichtlinie der EU) Mangfallgebirge (8336-471)

## Geschichte

### Bis zur Gemeindegründung
Rottach-Egern wurde unter Eberhardt I., der von 1002 bis 1003 Abt des Klosters Tegernsee war, erstmals urkundlich in den Traditionen des Klosters Tegernsee erwähnt. Es war ein Fischer- und Bauerndorf und unterstand bis zur Säkularisation 1803 dem Klostergericht Tegernsee. Rottach wurde im Zuge der Verwaltungsreformen in Bayern 1818 eine selbstständige politische Gemeinde.

### 19. bis 21. Jahrhundert
Seit 1817 fuhren die Wittelsbacher zur Jagd und Erholung an den Tegernsee; mit ihnen kamen auch die ersten Urlaubsgäste. Seit dem 19. März 1951 führt der Ort offiziell seinen Doppelnamen.
Vom 5. Mai bis zum 8. Mai 2005 fand in Rottach-Egern die 53. Bilderberg-Konferenz statt.

### Bevölkerungsentwicklung
Zwischen 1988 und 2018 wuchs die Gemeinde von 5341 auf 5779 um 438 Einwohner bzw. um 8,2 %.
| Jahr          | 1939 | 1959 | 1970 | 1991 | 1995 | 2005 | 2010 | 2015 |
| ------------- | ---- | ---- | ---- | ---- | ---- | ---- | ---- | ---- |
| Einwohnerzahl | 2827 | 5117 | 5240 | 5503 | 5368 | 5238 | 5619 | 5733 |

## Politik

### Gemeinderat
Die Kommunalwahlen führten zu den folgenden Sitzverteilungen im Gemeinderat:
| Partei/Liste | 2014 | 2020 |
| ------------ | ---- | ---- |
| CSU          | 10   | 9    |
| FWG          | 8    | 5    |
| BLITZ        | -    | 3    |
| GRÜNE        | 1    | 2    |
| SPD          | 1    | 1    |
| Gesamt       | 20   | 20   |

### Bürgermeister
Erster Bürgermeister ist Christian Köck (CSU).

### Wappen

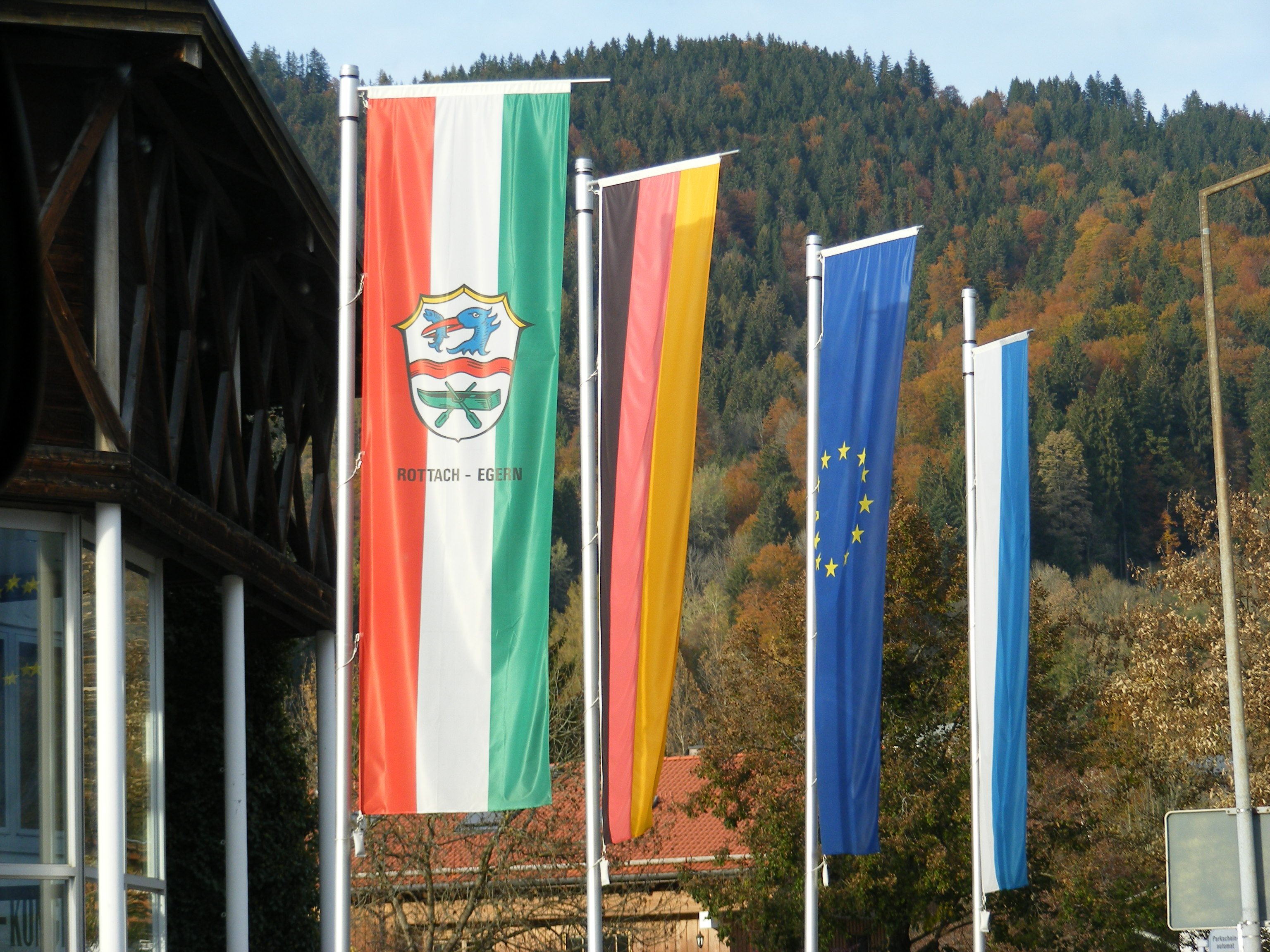
Die Flagge Rottach-Egerns ganz links

Das heutige Wappen besteht seit der Vereinigung von Rottach und Egern im Jahre 1951; die amtliche Wappenbeschreibung lautet:

„Schild silbern, geteilt durch einen roten Querfluß, oben der Rumpf eines blauen Fischreihers mit einem Fisch im Schnabel, unten ein grüner Kahn mit zwei Rudern.“

### Flagge
Die Gemeinde führt seit dem 12. Dezember 1951 eine eigene Flagge.

### Gemeindefinanzen
Der Haushalt wird überwiegend aus Einnahmen der Einkommensteuer, der Gewerbesteuer, der Grundsteuer sowie der Zweitwohnungssteuer finanziert. Die Gesamtverschuldung der Gemeinde Rottach-Egern betrug im Jahr 2014 etwa 2,366 Millionen Euro bei einer Rücklage von 548 Tausend Euro. Die Pro-Kopf-Verschuldung lag im Jahr 2014 mit 627 Euro unter dem Landesdurchschnitt von 768 Euro.

### Gemeindepartnerschaften
- seit 1965 mit der Stadt Diksmuide in Flandern, Belgien
- seit 1986 mit Kastelruth in Südtirol, Italien

## Kultur und Sehenswürdigkeiten

### Brauchtum
Der Trachtenverein und die Gebirgsschützen spielen im Ort eine wichtige Rolle.

### Museum
Das Museum im Gsotthaber Hof (früher Kutschen-, Wagen- und Schlittenmuseum) im Ortsteil Wolfsgrub geht auf die Sammlung von Thomas Böck zurück und zeigt auf 700 m² eine Sammlung ländlicher Kutschen, Geschirre, Reit- und Fahrutensilien, dazu Exponate aus der Alm- und Holzwirtschaft. Einzigartig ist die Geweihsammlung eines freilebenden Hirsches über seine Lebensdauer. Getragen wird das Museum von der Gemeinde Rottach-Egern.

### Bauwerke

#### St. Laurentius

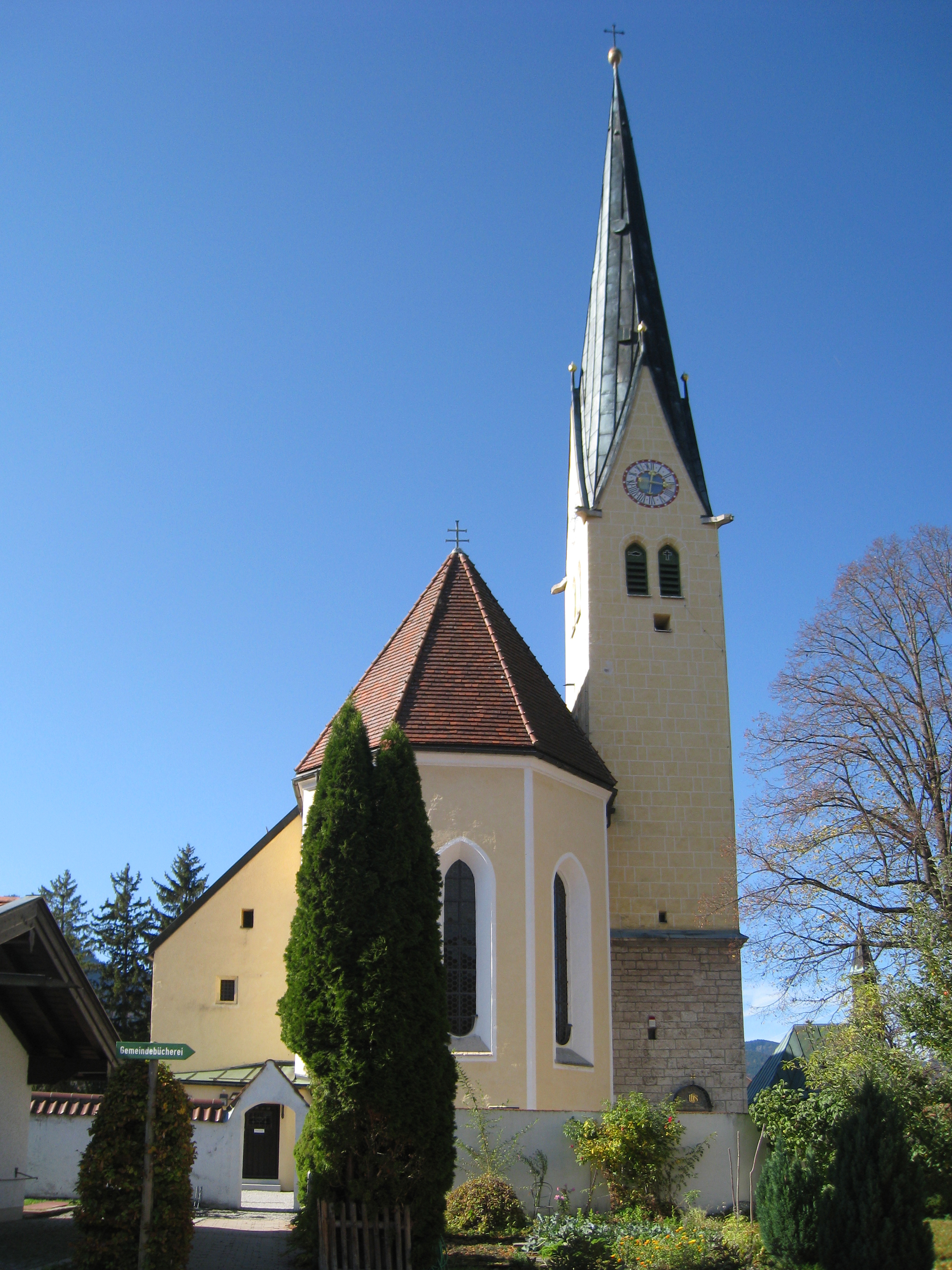
Außenansicht von St. Laurentius

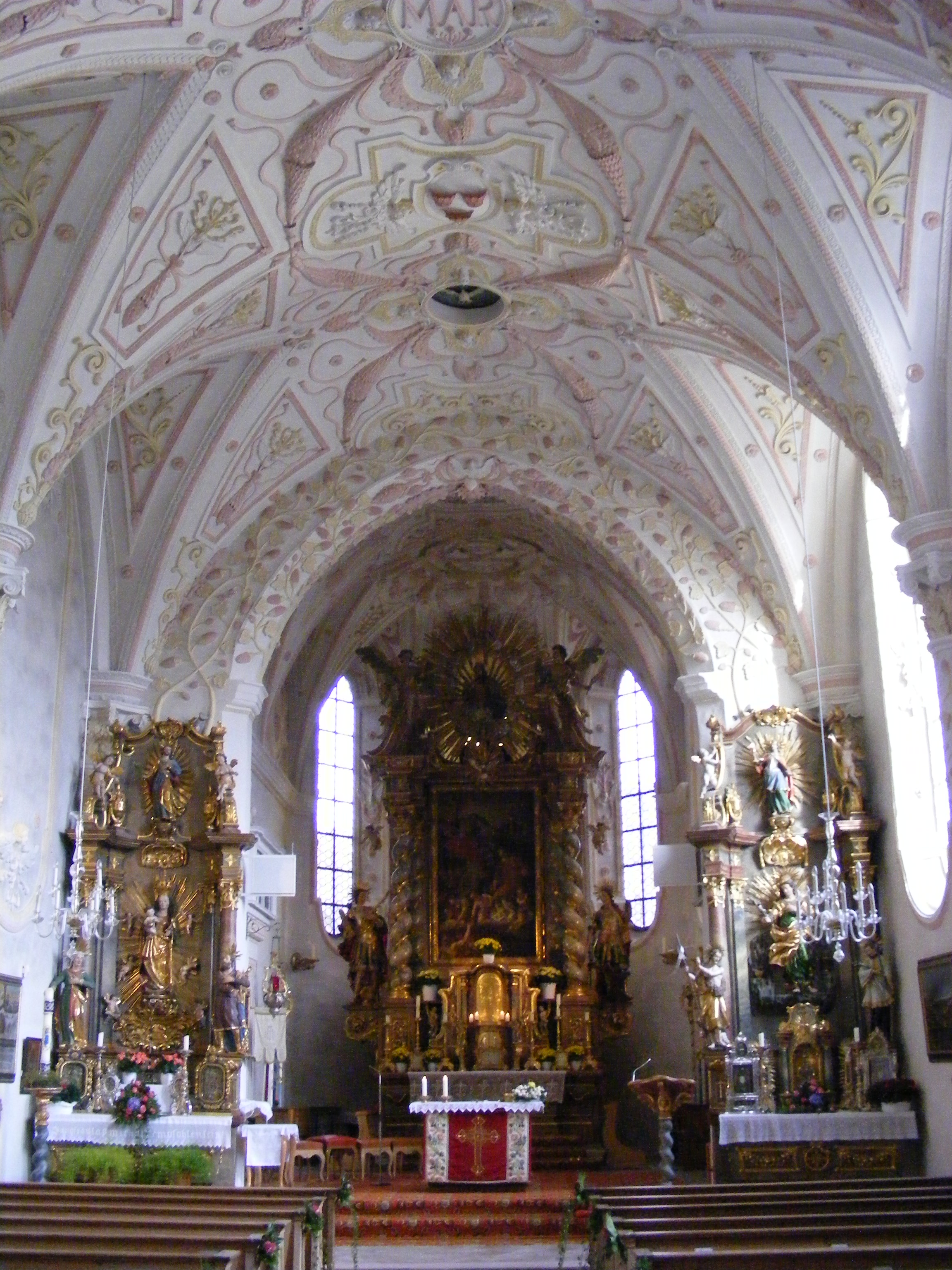
Innenansicht von St. Laurentius

Die St. Laurentius-Kirche im Gemeindeteil Egern wurde erstmals 1111 erwähnt. Sie wurde im Jahr 1466 im spätgotischen Stil erweitert und ab 1670 mit barocken Elementen ausgestaltet. Der spitze Turmhelm der fast unmittelbar am Tegernsee gelegenen Kirche ist weithin sichtbar.
Das Gebäude wird von der gleichnamigen katholischen Kirchengemeinde genutzt und ist von einem Gemeindefriedhof umgeben, auf dem mehrere bekannte Persönlichkeiten begraben sind, beispielsweise Leo Slezak.
Im September 2016 heirateten in der Kirche Marianne und Michael.

#### Auferstehungskirche

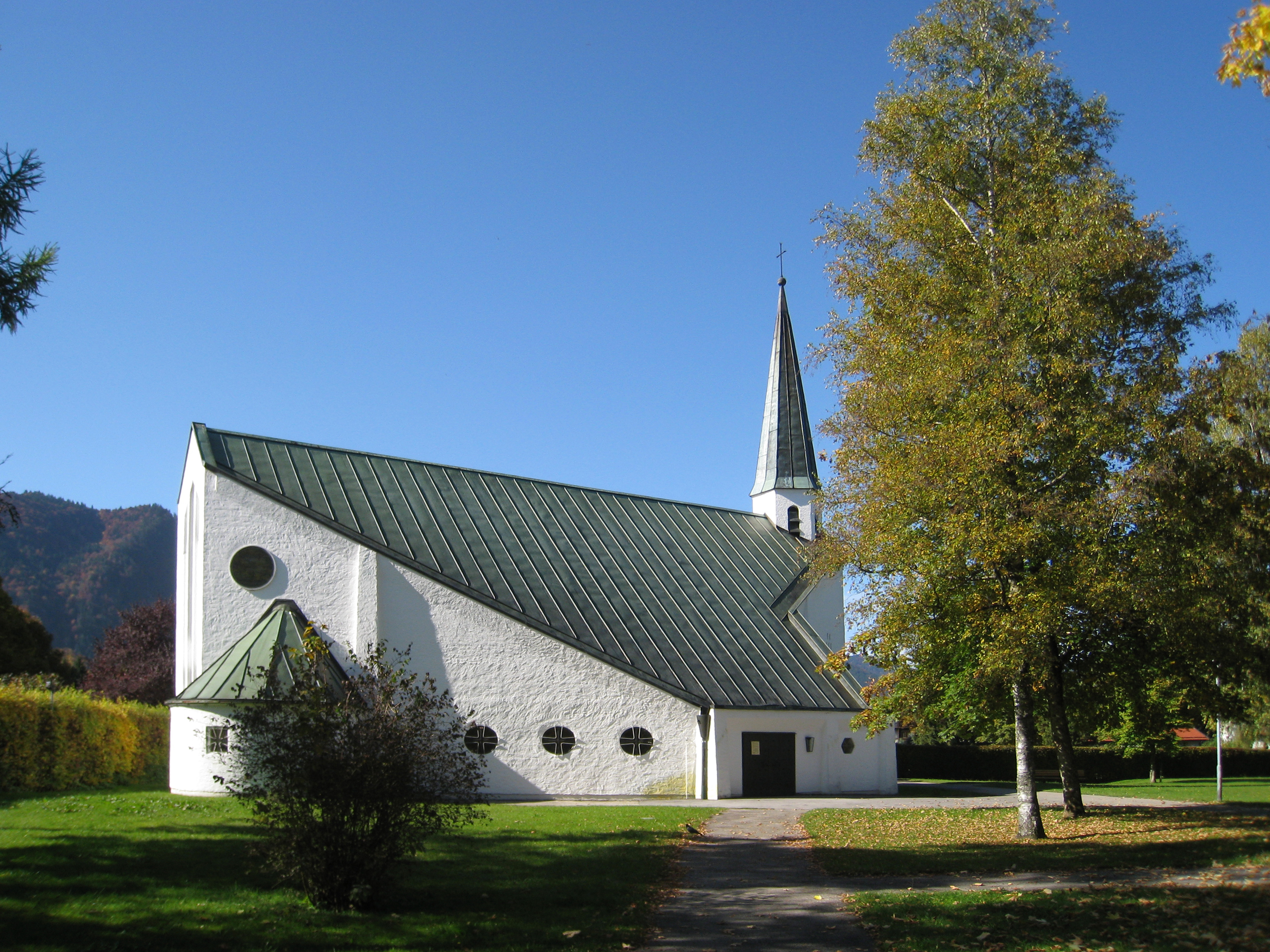
Auferstehungskirche

Die von 1953 bis 1955 erbaute evangelisch-lutherische Auferstehungskirche des Architekten Olaf Andreas Gulbransson liegt etwa 400 Meter von der St. Laurentius-Kirche entfernt. Auch hier gibt es einen Friedhof, in dem unter anderem Olaf Gulbransson, dessen Sohn Olaf Andreas Gulbransson und Mary Gerold-Tucholsky begraben sind.

### Park
Der Kurpark liegt am Ufer des Tegernsees.

## Tourismus
Rottach-Egern bildet eines der größten Tourismuszentren im Landkreis Miesbach und setzt dabei auf sein hohes Preisniveau und – wie auch im Fall anderer Orte am Tegernsee – seine Zweitwohnsitze. Die Umgebung des Tegernsees mit dem umliegenden Mangfallgebirge macht den Ort zu einem begehrten Urlaubsziel. 1873 erhielt der Vorgänger des heutigen Seehotel Überfahrt die Gaststättenkonzession. Das Hotel gehört heute zur Allianz The Leading Hotels of the World.

## Sport
Das Stadion am Birkenmoos ist die Heimstätte des FC Rottach-Egern und hat ein maximales Fassungsvermögen von 2500 Besuchern. Das Gelände am Tegernsee wird oft von Profimannschaften wie Manchester City, FC Bayern München, Borussia Mönchengladbach, FC Liverpool und weitere im Sommer besucht, um dort sich für die Saison vorzubereiten. Davon profitiert vor allem die Stadt, sowie der örtliche Amateurfußballverein, der FC Rottach-Egern, durch regelmäßig stattfindende Freundschaftsspiele gegen den FC Bayern München.

## Verkehr
Die B 307 verläuft durch das Ortszentrum der Gemeinde. Nach Miesbach sind es 18 km, nach Bad Tölz 22 km, nach Achenkirch am Achensee 30 km, zur Bundesautobahn 8 bei Holzkirchen 25 km und in die Landeshauptstadt München 56 km. Die Valepp-Straße, eine Mautstraße, führt vom Weiler Enterrottach über die Moni-Alm (7 km) bis zum Forstgasthaus Valepp (14 km); an dieser Strecke liegt das Skigebiet Sutten. Eine weitere Mautstraße führt von der Talstation der Wallbergbahn zum Gasthaus Wallbergmoos. Linienbusse des RVO fahren zum Valepptal (und weiter zum Spitzingsee) sowie in die Nachbargemeinden Tegernsee, Gmund am Tegernsee, Bad Wiessee und Kreuth (Tegernsee-Ringlinie). Diese sind jedoch, mit Ausnahme von Kreuth, im Sommerhalbjahr auch durch regelmäßige Schiffsverbindungen über den See erreichbar. Die Gemeinde betreibt kommunale Verkehrsüberwachung.

## Persönlichkeiten

### Söhne und Töchter der Gemeinde
- Benedikt Schöttl (1688–1742), Maurermeister und Architekt des Rokoko
- Friedrich Feustel (1842–1891), Bankier und Reichstagsabgeordneter
- Roland Ziersch (1904–1969), Schriftsteller und Journalist
- Grete Weil (1906–1999), bayrisch-jüdische Schriftstellerin
- Hans Joachim Ziersch (1913–1995), Innenarchitekt, Unternehmer, Kunstsammler und Mäzen
- Benedikt Obermüller (1930–2005), Skirennläufer
- Josef Höß (* 1936), Regattasegler und Segelweltmeister
- Josef Pfluger (* 1961), Fußballspieler
- Klaus Glaner (* 1964), Fußballspieler
- Christina Meier-Höck (* 1966), Skirennläuferin

### Persönlichkeiten, die vor Ort gewirkt haben oder hier wohnten
- Ludwig Thoma, Leo Slezak, dessen Sohn Walter Slezak, Alexander Spoerl, Heinrich Spoerl, Ludwig Ganghofer, Hedwig Courths-Mahler, Amalie von Lerchenfeld und Bernt Engelmann lebten hier und haben ihre letzte Ruhestätte auf dem Egerner Friedhof. Auch Schauspieler Alexander Golling verstarb hier 1989. Eine Figurengruppe in Form von fast lebensgroßen Bronzestatuen der beiden Schriftsteller Ludwig Ganghofer und Ludwig Thoma sowie des Tenors Leo Slezak, die miteinander befreundet waren, wurde im Kurpark errichtet.
- Freddy Breck (* 21. Januar 1942 in Sonneberg, Thüringen; † 17. Dezember 2008 in Rottach-Egern), deutscher Schlagersänger, Komponist, Produzent und Moderator.
- Bernt Engelmann (* 20. Januar 1921 in Berlin; † 14. April 1994 in München), Grabstätte in Rottach-Egern
- Mary Gerold (* 27. November 1898 in Mordangen/Kurland; † 16. Oktober 1987 in Kreuth), Witwe des Schriftstellers Kurt Tucholsky (1890–1935); baute unter dem Namen Mary Tucholsky nach 1945 in Rottach-Egern ein Kurt Tucholsky-Archiv auf.
- Josef Issels (* 21. November 1907 in Mönchengladbach; † 11. Februar 1998 bei San Francisco) betrieb hier seine Ringbergklinik.
- Maja Lex (* 23. August 1906 in München; † 13. Oktober 1986 in Köln); die deutsche Tänzerin, Choreografin, Tanzpädagogin und Begründerin des „Elementaren Tanzes“ verbrachte zeitlebens immer wieder längere Phasen in ihrem Elternhaus in der Apotheke in der Seestraße.
- Heinrich Spoerl (* 8. Februar 1887 in Düsseldorf; † 25. August 1955 in Rottach-Egern)
- Alexander Spoerl (* 3. Januar 1917 in Düsseldorf; † 16. Oktober 1978 in Rottach-Egern)
- Wilhelm Stross (* 5. November 1907 in Eitorf a.d. Sieg; † 18. Januar 1966 in Rottach-Hagrain), international bekannter Geiger, Primarius des nach ihm benannten berühmten Streichquartetts; Professor an der Musikhochschule München, lebte seit 1955 in Rottach-Hagrain. Der dortige Professor-Stroß-Weg trägt seinen Namen.
- Alexander Schalck-Golodkowski (* 3. Juli 1932 in Berlin-Treptow; † 21. Juni 2015 in Rottach-Egern), ehemaliger deutscher Politiker (SED) und DDR-Wirtschaftsfunktionär, lebte mit seiner Frau seit Januar 1990 in Rottach-Egern.
- Alfred Schittenhelm (* 16. Oktober 1874 in Stuttgart; † 27. Dezember 1954 in Rottach-Egern), SS-Standartenführer, Internist und Hochschullehrer, lebte seit 1950 in Rottach-Egern
- Karl-Heinz Wildmoser (* 5. Mai 1939 in München-Pasing; † 28. Juli 2010 in München), Großgastronom und langjähriger Präsident des TSV 1860 München absolvierte seine Metzgerlehre in Rottach-Egern.
- Karl Wolff (* 13. Mai 1900 in Darmstadt; † 15. Juli 1984 in Rosenheim), SS-Obergruppenführer und General der Waffen-SS, hatte dort einen Wohnsitz von 1936 bis 1955.
- Karl Alexander von Müller (* 20. Dezember 1882 in München; † 13. Dezember 1964 in Rottach-Egern), Historiker
- Georg Neithardt (* 31. Januar 1871 in Nürnberg; † 1. November 1941 in Rottach-Egern), war Richter am Bayerischen Volksgericht. Unter anderem leitete er den infolge des Hitler-Ludendorff-Putsch eröffneten Hochverratsprozess gegen Adolf Hitler.
- Paul Carell (* 2. November 1911 in Kelbra; † 20. Juni 1997 in Rottach-Egern), im Zweiten Weltkrieg war er Pressechef von Außenminister Joachim von Ribbentrop und SS-Obersturmbannführer. In den 1950er Jahren war er Journalist bei der Zeitung Die Zeit und dem Magazin Der Spiegel, ab den 1960er Jahren bei verschiedenen Zeitschriften und Zeitungen des Verlegers Axel Springer, als dessen persönlicher Berater und Sicherheitschef er bis zum Tod des Verlegers 1985 fungierte.
- Franz Seldte (* 29. Juni 1882 in Magdeburg; † 1. April 1947 in Fürth), NSDAP-Politiker und von 1933 bis 1945 Reichsarbeitsminister, in Rottach-Egern begraben.
- Friedrich Wilhelm Johannes Grimm (* 17. Juni 1888 in Düsseldorf; † 16. Mai 1959 in Freiburg im Breisgau), Jurist, Politiker und Publizist, Kreisobmann der Sudetendeutschen Landsmannschaft in Rottach-Egern.
- Walter Rinke (* 5. Januar 1895 in Kattowitz, Oberschlesien; † 21. Mai 1983 in Rottach-Egern) war ein deutscher Volkswirt, Verwaltungsbeamter und Politiker (CSU) sowie Bundesvorsitzender der Landsmannschaft Schlesien
- Michail Gorbatschow (* 2. März 1931 in Priwolnoje; † 30. August 2022 in Moskau) war langjähriger Eigentümer der Villa Hubertus-Schlössl im Ortsteil Oberach.[21]
- Alischer Usmanow (* 9. September 1953 in Tschust), russischer Oligarch, ist Besitzer mehrerer Villen in Rottach-Egern[22]